# Laurent Dabos
Laurent Dabos, né en 1761 à Toulouse et mort le 20 août 1835 à Paris, est un peintre français.

## Biographie
Il étudie avec François-André Vincent et commence à exposer à l’Exposition de la Jeunesse de 1788.
Il peint des portraits, des scènes de genre, de la peinture d'histoire.
Il meurt le 20 août 1835 à Paris. 

## Œuvres
- Portrait de Thomas Paine, 1791.
- L'Infortune, 1800.
- Une Marchande de poissons, 1800.
- La Promenade interrompue, 1802.
- Une Jeune femme surprise par un orage, 1802.
- La Crainte de la saignée, 1804.
- Portrait du cardinal de Belloy, 1806.
- La Reine Hortense donnant la soupe aux pauvres, 1812.
- Marchande de fruits pesant du raisin, 1827.

## Galerie

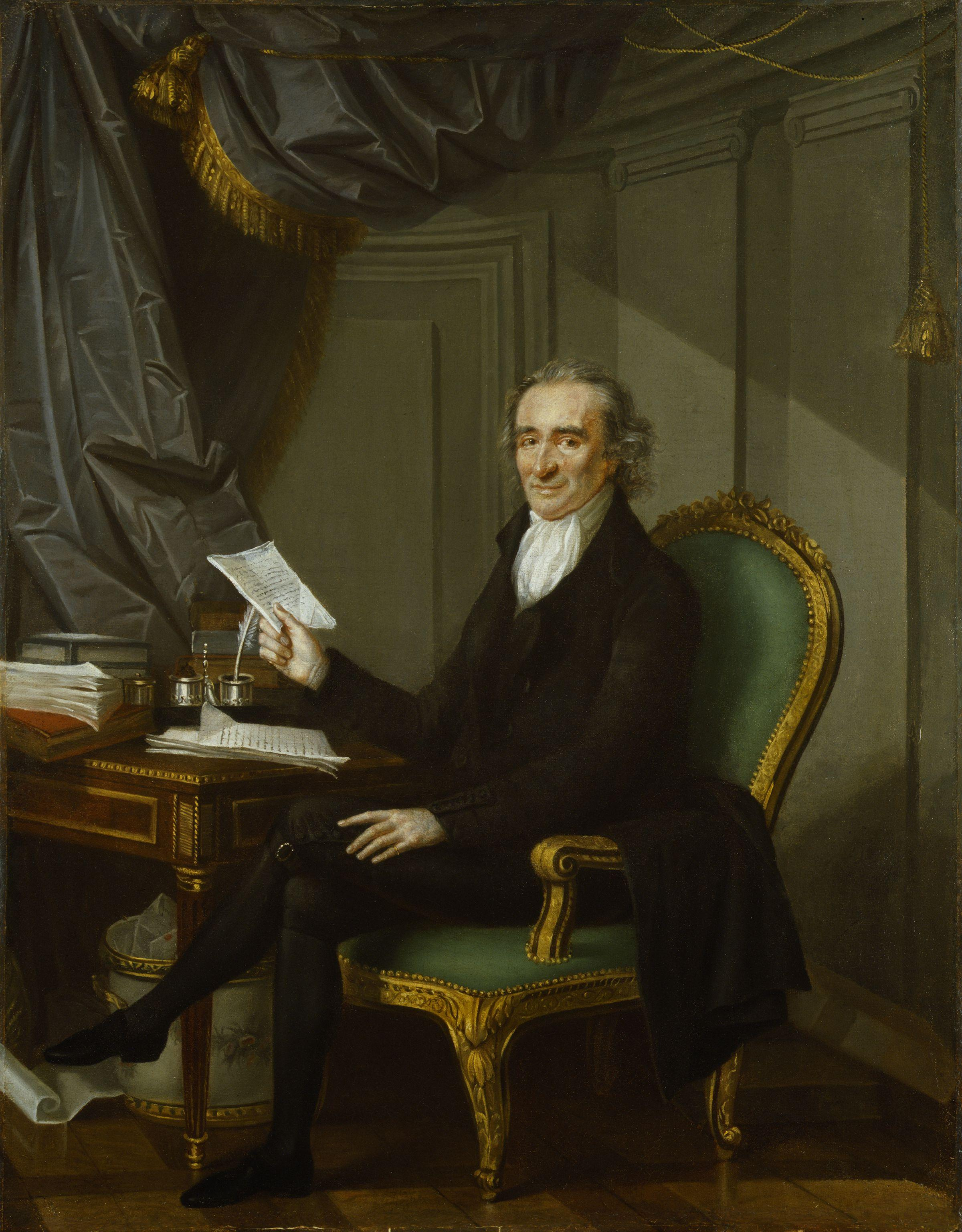
Thomas Paine, portrait vers 1791, actuellement à la National Portrait Gallery
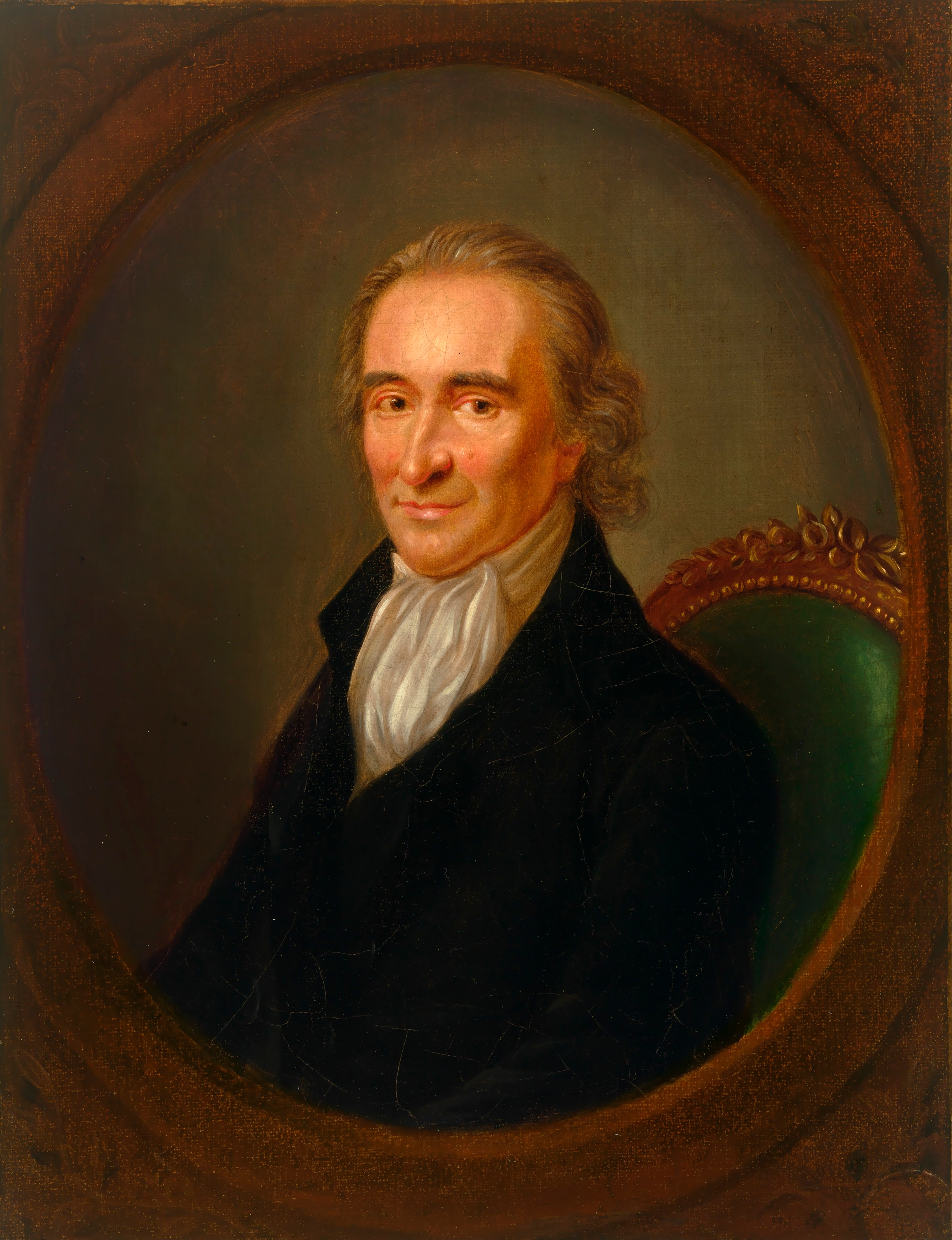
Autre portrait de Thomas Paine, détail du précédent, vers 1792, actuellement à la National Portrait Gallery des États-Unis